# Jarnosse
 (février 2017).
- Si vous ne connaissez pas le sujet, laissez ce bandeau (vous pouvez alors contacter les auteurs).
- Si vous supprimez le contenu mis en cause (vous pouvez préalablement contacter les auteurs),

argumentez précisément cette suppression dans la page de discussion
(un manque de référence n'est pas un argument ; une recherche réelle de référence doit avoir été effectuée, être formellement documentée).
Jarnosse est une commune française située dans le département de la Loire en région Auvergne-Rhône-Alpes.

## Géographie
Jarnosse est une commune du nord du département de la Loire dans l'arrondissement de Roanne. Elle faisait partie jusqu'à une date récente de l'ancien canton de Charlieu et elle est englobée depuis la réforme 2013-2015 dans le nouveau canton éponyme, beaucoup plus vaste. Les communes voisines de Jarnosse, appartenant désormais toutes au canton de Charlieu, sont Villers au nord, Cuinzier au nord-est, Sevelinges à l'est , La Gresle au sud-est, Coutouvre (marginalement) au sud, Boyer à l'ouest et Saint-Hilaire-sous-Charlieu au nord-est, soit sept communes limitrophes. Sa situation place Jarnosse sur le plan humain et économique dans le Roannais mais la géographie physique l'inclut dans les marges du Haut-Beaujolais.
Son aire municipale est de dimension légèrement supérieure à la moyenne des communes du canton avec 11,9 km2.
Le compartimentage topographique de la commune est déterminé par le réseau hydrographique. Or, l'organisation de ce réseau est elle-même dictée par la tectonique. Tout d'abord, l'écoulement général des eaux, drainées par la rivière le Jarnossin et ses tributaires, s'effectue vers l'ouest en relation avec l'inclinaison de l'ensemble de la région depuis les crêtes du horst (bloc « ancien » soulevé) des monts du Beaujolais à l'est jusqu'à la Loire à l'ouest. Tout ce réseau est ainsi organisé de manière conséquente c'est-à-dire en conformité avec la pente générale de la région.
D'autre part, et lié cette fois-ci à des accidents tectoniques plus locaux, ce réseau hydrographique est sous la dépendance d'un champ de fractures disposées de manière orthogonale et qu'il a exploitées. Dans cette partie du nord-est roannais en effet  le socle cristallin, qui forme le substrat géologique de la commune,  est parcouru par des cassures orientées les unes nord-est - sud-ouest, les autres nord-ouest - sud-est. Il en résulte que la rivière le Jarnossin né sur le territoire communal coule dans la partie supérieure de son cours, au fond d'un vallon encaissé, vers le nord-ouest et que ses affluents (des ruisselets ou « gouttes » selon le terme usité dans la région) s'écoulent vers le sud-ouest. Après avoir baigné le bas du bourg  le Jarnossin tourne à angle droit au lieu-dit le Pont de Jarnosse, recevant d'ailleurs à cet endroit un petit affluent venu de Cuinzier, le Jarnossin de Cuinzier ou Cuinzerot, et prend alors la direction du sud-ouest. Pendant les quatre kilomètres de son cours sur le territoire communal le Jarnossin reste un modeste ruisseau. D'une longueur totale de 21 kilomètres il constitue un affluent direct de la rive droite de la Loire.
Quatre parties peuvent être distinguées dans le relief compartimenté de la commune de Jarnosse en relation avec l'organisation hydrographique évoquée ci-dessus.
Le sud-est du territoire communal est constitué par une sorte de plateau peu étendu dont l'altitude moyenne est légèrement inférieure à 500 m et qui constitue une sorte de petit château d'eau. De fait y naissent d'un côté le Jarnossin qui s'écoule vers le nord-ouest et d'un autre côté le Tesche, un de ses affluents, qu'il rejoint plus en aval près de Boyer et qui marque sur quelques centaines de mètres la limite de Jarnosse et de Coutouvre.
Le bassin versant du Jarnossin détermine à partir de ses rives deux autres compartiments de la commune.
Le plus vaste, celui qui s'étend sur sa rive droite,  représente plus de la moitié de la surface de la commune et  s'incline vers le sud-ouest . On y rencontre sur les confins orientaux de la commune les points culminants de son  territoire : 571 m. sur un dôme boisé non loin de Montbétra (à La Gresle), 556 m. à la Tuilière à la limite de Cuinzier.  Ce plan incliné est  disséqué par  plusieurs vallons qu'ont creusé des ruisselets tributaires. Le bourg  s'est établi dans son angle nord-ouest à environ 370 m. d'altitude.
Le compartiment qui fait face au précédent, au sud-ouest du Jarnossin, est beaucoup moins étendu. Les altitudes y sont aussi nettement plus modestes comme le veut la pente générale de la région; la cote la plus élevée — 493 m —  se trouve à proximité des limites de Coutouvre.
La quatrième partie du territoire communal, de dimension restreinte elle aussi — à peine plus d'un km2 —, est la mieux individualisée : elle est formée par la  portion de ce  territoire située sur la rive droite du Jarnossin en aval du Pont de Jarnosse  Là s'élève depuis le talweg de la rivière jusqu'au plateau où s'est établi le bourg de Villers un talus qui regarde vers le sud-est,  en assez forte pente (plus de 20 %) puisqu'il s'abaisse de 462 à 344 m. Quelques hectares du plateau de Villers, du côté du lieu-dit Orlaine, sont même compris à l'intérieur du territoire de Jarnosse. Le point le plus bas — 344 m — correspond au point de sortie du Jarnossin de l'aire communale.
La géologie de la commune juxtapose trois zones distinctes qui prennent en écharpe son territoire. Le plateau où au sud naissent le Jarnossin et le Tesche est constitué de terrains gréseux du Secondaire sur lesquels s'étendent , plus au sud encore, le canton de Thizy-les-Bourgs dans le département du Rhône. La moitié centrale de la commune repose sur les granits du socle comme, plus à l'est, les hauteurs des Monts du Beaujolais. Enfin, au-delà du Jarnossin, apparaissent des terrains quaternaires, formations caractéristiques de versant sur le talus dominant la rivière et terrains de décomposition à matériaux siliceux sur le plateau.
Avec 166 hectares de forêt la commune de Jarnosse affiche un taux de boisement de 14 % relativement modeste en regard de ce qui existe chez ses immédiates voisines orientales, telle  Sevelinges (25 %) et surtout non loin de là mais plus haut en altitude, Le Cergne (52 %). Les hectares boisés se rencontrent naturellement  sur les hauteurs orientales de la commune et sur les pentes les plus fortes (vallon encaissé du Jarnossin).
Sans être à proprement parler enclavé Jarnosse apparaît comme un village retiré; cela signifie simplement qu'aucune voie de communication fortement fréquentée ne le dessert. Il n'en reste pas moins que son territoire constitue un carrefour de routes locales. Au Pont de Jarnosse se croisent en effet deux routes , la départementale 39 (traversant de Belmont-de-la-Loire à Saint-Rirand tout le nord du département de la Loire) qui  met en relation Jarnosse avec  Cuinzier d'un côté et Boyer de l'autre et la D 40 qui relie la commune à Villers au nord-ouest et à Thizy-les-Bourgs au sud-est. A moins d'un kilomètre de ce premier carrefour, au bourg de Jarnosse, la D 40 croise la D 35 (autre longue route qui va de Sevelinges à Saint-Bonnet-des-Quarts) montant vers le col de la Croix Couverte. Enfin sur le plateau villersois la route départementale 13 traverse sur quelques centaines de mètres la commune puis sert de limite avec Saint-Hilaire-sous-Charlieu .
Jarnosse n'est desservi que le mercredi après-midi par un service d'autocars qui le relie à Charlieu mais les transports scolaires quotidiens sont ouverts au grand public.
Trois gares ferroviaires sont accessibles dans un rayon d'une vingtaine de kilomètres à partir de Jarnosse, celles de Roanne à l'ouest et de Saint-Victor-sur-Rhins au sud toutes deux sur la ligne de Lyon à Paris et enfin celle de Chauffailles, au nord, sur la ligne de Lyon à Paray-le-Monial.
L'histoire démographique de la commune depuis un siècle et demi comprend trois phases comme c'est le cas dans la plupart des localités rurales de la région. C'est au milieu de la seconde moitié du XIXe siècle, en 1876 précisément, que la population de Jarnosse avait connu son maximum avec 1550 habitants. Après cette date et pendant exactement un siècle cette population n'avait cessé de décroître, l'exode rural lié à la révolution industrielle, particulièrement accentué ici, l'avait vidé des ⁴⁄₅ de sa substance humaine et il ne restait que 303 personnes dans la commune en 1975. La dernière phase de cette histoire démographique, les 39 années qui vont de 1975 à 2014, a été marquée par un redressement appréciable de la situation, au rythme annuel moyen de 1,17 % qui a porté l'effectif communal à 441 personnes.		
Comme c'est la règle dans une région de semi-bocage la population de Jarnosse se disperse en un assez grand nombre d'écarts dont l'importance est variable.
Le versant nord-ouest du Jarnossin, la partie  la plus étendue de la commune, groupe aussi la plus grande partie de la population. Le bourg s'y trouve d'ailleurs situé, à la charnière de trois des quatre zones qui ont été répertoriées plus haut. Quelques hameaux notables y existent également, les uns à proximité relative du bourg comme le Ventoux, le Château ou la Tâche, d'autres plus éloignés tels Gilbeau, Montprier ou la Tuilière. De nombreux lieudits parsèment aussi ce secteur parmi lesquels on citera la Madone, Vivi (où se trouve un « grand couvert », type d'architecture rurale caractéristique de la région), les Angles, la Garenne, le Clapier, Tatut, la Bourie, les Mouilles, Géré, Sève, Montachelet, les Courtinots, Montbernot.
Le versant opposé groupe une fraction beaucoup moins considérable de la population. Deux hameaux, Gaty et la Croix Châtelus, en constituent les noyaux majeurs et quelques lieudits en complètent le peuplement comme la Tisserie, la Fouilland, les Barons, Terre Mode ou les Gouttes.
Le talus occidental, du fait même de sa topographie, n'est peuplé qu'à sa base avec les lieudits les Suisses et le Moulin. L'important hameau de Orlaine quant à lui occupe la partie du plateau villersois qui appartient à Jarnosse,  sur la route départementale 13.
Section la plus éloignée du bourg et reliée à lui à travers seulement le couloir étranglé du haut Jarnossin la partie sud de la commune ne groupe qu'un hameau, la Rivière, et quelques lieux-dits, Gorgeroulles, la Montagne et Bessy.
L'agriculture reste dans cette localité rurale une activité économique relativement importante. 6 exploitations (dont 5 de dimension  importante) se partagent les 662 hectares de la SAU (surface agricole utile) celle-ci représentant un peu moins du tiers de la surface totale de la commune. La taille moyenne d'une exploitation est donc ici de 110 ha. (en fait nettement plus pour 5 d'entre elles). Comme dans le reste du nord-est roannais à dominante herbagère prairies et prés forment l'essentiel de la mise en valeur des terres, soit 92 %, éclipsant presque totalement les labours.

### Climat
Pour des articles plus généraux, voir Climat d'Auvergne-Rhône-Alpes et Climat de la Loire.
En 2010, le climat de la commune est de type climat océanique dégradé des plaines du Centre et du Nord, selon une étude du Centre national de la recherche scientifique s'appuyant sur une série de données couvrant la période 1971-2000. En 2020, Météo-France publie une typologie des climats de la France métropolitaine dans laquelle la commune est exposée à un climat de montagne ou de marges de montagne et est dans une zone de transition entre les régions climatiques « Centre et contreforts nord du Massif Central » et « Nord-est du Massif Central ».
Pour la période 1971-2000, la température annuelle moyenne est de 10,9 °C, avec une amplitude thermique annuelle de 16,2 °C. Le cumul annuel moyen de précipitations est de 802 mm, avec 10,9 jours de précipitations en janvier et 7,5 jours en juillet. Pour la période 1991-2020, la température moyenne annuelle observée sur la station météorologique de Météo-France la plus proche, « Nandax », sur la commune de Nandax à 5 km à vol d'oiseau, est de 11,7 °C et le cumul annuel moyen de précipitations est de 916,6 mm,. Pour l'avenir, les paramètres climatiques de la commune estimés pour 2050 selon différents scénarios d'émission de gaz à effet de serre sont consultables sur un site dédié publié par Météo-France en novembre 2022.

## Urbanisme

### Typologie
Au 1er janvier 2024, Jarnosse est catégorisée commune rurale à habitat dispersé, selon la nouvelle grille communale de densité à sept niveaux définie par l'Insee en 2022.
Elle est située hors unité urbaine. Par ailleurs la commune fait partie de l'aire d'attraction de Roanne, dont elle est une commune de la couronne,. Cette aire, qui regroupe 88 communes, est catégorisée dans les aires de 50 000 à moins de 200 000 habitants,.

### Occupation des sols
L'occupation des sols de la commune, telle qu'elle ressort de la base de données européenne d’occupation biophysique des sols Corine Land Cover (CLC), est marquée par l'importance des territoires agricoles (93,8 % en 2018), une proportion sensiblement équivalente à celle de 1990 (93,9 %). La répartition détaillée en 2018 est la suivante : 
prairies (78,5 %), zones agricoles hétérogènes (15,3 %), forêts (3,7 %), zones urbanisées (2,6 %). L'évolution de l’occupation des sols de la commune et de ses infrastructures peut être observée sur les différentes représentations cartographiques du territoire : la carte de Cassini (XVIIIe siècle), la carte d'état-major (1820-1866) et les cartes ou photos aériennes de l'IGN pour la période actuelle (1950 à aujourd'hui).

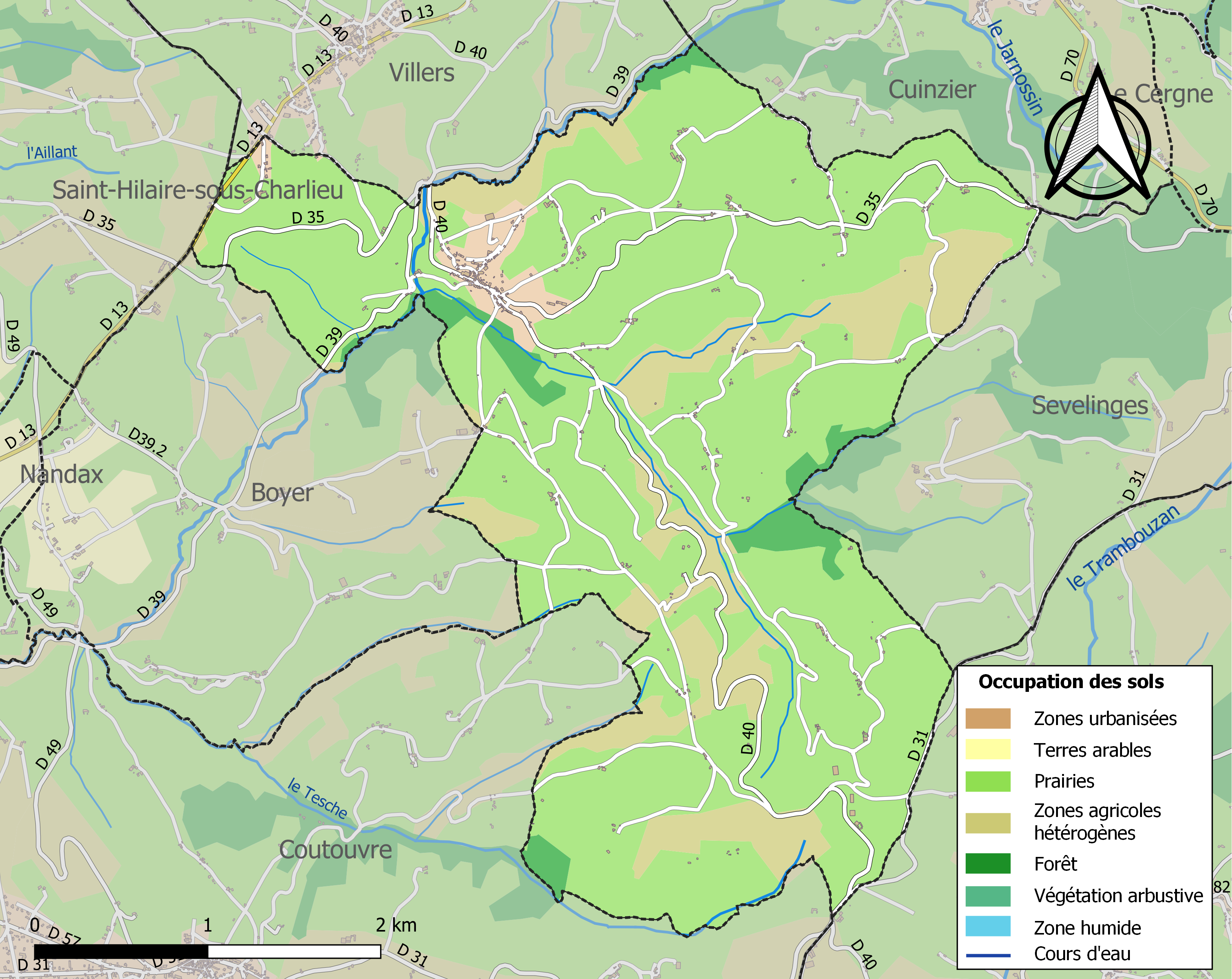
Carte des infrastructures et de l'occupation des sols de la commune en 2018 (CLC).

## Histoire
Autrefois, Jarnosse était traversé par le Grand Chemin Français qui reliait Paris à Lyon, le royaume de France à l'Empire, car Lyon fut ville du Saint-Empire Romain Germanique jusqu'en 1307-1312 (Concile de Vienne). Ce chemin qui existe toujours, passait à La Montagne venant de Thizy et traversait le Jarnossin, au moulin, avant de filer vers Charlieu. Une variante devait aussi,sans doute, passer par le bourg. Ce fut une voie essentielle jusqu'à la guerre de Cent Ans. Elle fut empruntée, par exemple, par Eude Rigaud que le pape Innocent IV sacra archevêque de Rouen à Lyon en mars 1248. La paroisse de Jarnosse dépendait de deux seigneuries : les hameaux de la Rivière et de la Montagne relevaient du seigneur de La Varenne à Coutouvre et faisaient partie de Jarnosse en Beaujolais. Le reste principal de la paroisse dépendait du château de Jarnosse et s'appelait Jarnosse en Lyonnais. Les seigneurs du château de Jarnosse, dont certains furent enterrés dans leur chapelle de l'ancienne église, possédaient la haute, moyenne et basse justice. Leurs noms successifs sont les suivants : De Charlieu, La Palu, Thurin, premier panetier de la reine mère qui voulut rétablir les corvées pour ses sujets de Jarnosse, Ferlat, Faye, Gayand (dont les armes losangées sont sur la tour du château), Austrein, (Pierre Austrein fut un des chefs de la Ligue à Lyon et prévôt des marchands de la ville. Son beau-père, Philippe de Gayand, l'accusa de lui avoir subtilement enlevé la terre et seigneurie de Jarnosse - Archives de la Loire) et Du Sauzay (Marc-Anthoine fut aussi prévôt des marchands de Lyon) à l'histoire romanesque (Ils se disaient descendants d'un capitaine de Venise qui serait parti en croisade avec Saint-Louis et aurait été marié avec Jeanne de Moragier de Saint Clément de Valsonne (Archives de La Vienne) où leurs armes sont encore visibles sur le linteau d'une maison du village : « d'azur à la tour d'argent buttée de mesme hersée de sable sur un tertre de sinople à deux étoiles d'argent en chef »). Le dernier seigneur de Jarnosse, Jean-Baptiste Du Sauzay, marquis de Rébé (Amplepuis), épousa en 1755 Marguerite de Blottefière, riche fille unique du marquis de Vauchelles (Somme). Il fut grand-croix de l'ordre de Saint-Louis, maréchal de camp des armées du roi et major du régiment des gardes françaises. Il émigra à la Révolution. Le château de Jarnosse et ses domaines furent alors séquestrés et vendus. Son dernier fils Joseph-Louis-Henri épousa à Francières (Somme) le 23 novembre 1808, Henriette Honorine Hortense des Essarts. Ils eurent une fille Agathe-Louise-Hortense qui se maria avec Maxime, Comte de Gomer, et laissa son château et sa terre de Vauchelles à sa nièce. Le château de Jarnosse était une fortification peut être chargée de la surveillance de la voie française et des frontières des provinces. On voit encore sur ses façades des bouches à feu et des archères. Selon les différents inventaires faits à la mort de Henri Austrein en 1657, de Dominique Du Sauzay en 1725 (Archives du Rhône) et lors de sa vente, pendant la Révolution (Archives de La Loire), il possédait deux tours, deux escaliers intérieurs, une chapelle, de nombreuses pièces et des fossés. Il avait été rebâti en 1613 et fit l'objet d'un très beau projet de reconstruction vers 1670 par Jérémie de la Rue, charpentier de Charlieu. Jarnosse, situé au sud de la Bourgogne, eut à souffrir de la guerre de Cent Ans et sans doute de celles de la Ligue. Ces premiers conflits ne furent pas réglés définitivement par le traité d'Arras signé précipitamment en 1435 entre le Roi de France Charles VII et le duc de Bourgogne Philippe III de Bourgogne, les Bourguignons étant aux portes de Lyon. Le duc de Bourgogne soutenait que le traité lui attribuait, «  ...Champdon, Gernosse, Mars, Masille et Villers, comme estant de tout ancienneté de la chastellenie, guet, garde ressort de Chasteauneuf (Loire) » et le roi protestait que « iceulx officiers de notredit cousin (le duc de Bourgogne) fait prendre deux par force et grosses menasses a nosdits subjects manants et habitants...lesdits habitants disant qu'ils estoient en royaulté...et les ont menés prisonniers audit Mascon » (Archives de la Côte d'Or). Quant aux conflits de la Ligue, il faut noter que Charlieu et Thizy eurent à subir les assauts des différentes armées, notamment le 3 mai 1590 vers 5 h du soir à Charlieu où les habitants furent passés au fil de l'épée et les principaux pendus aux fenêtres...

## Blasonnement
|  | Les armoiries de Jarnosse se blasonnent ainsi : D’azur à quatre losanges d’argent ordonnés en losange. Ces armes sont celles des Gayand. Elles ornaient magnifiquement la tour du château (1613) qui autrefois appartenait à la dynastie des De Moussière, et ont été martelées à partir de 1962...On doit retrouver ces armes à Villefranche sur Saône, dans la maison des Gayand et peut-être au château de Gatellier (Saint-Denis-de-Cabanne -Loire) car Catherine de Gayand, petite fille du seigneur de Jarnosse et fille de Jean De Moussière, seigneur de Montferrand (Chandon - Loire), avait épousé Hippolyte de Montchanin, seigneur de Gatellier |

## Politique et administration
| Période                                  | Période  | Identité             | Étiquette | Qualité |
| ---------------------------------------- | -------- | -------------------- | --------- | ------- |
| Les données manquantes sont à compléter. |          |                      |           |         |
| 1983                                     | 1992     | Jean-Claude Gagnolet |           |         |
| mars 2001                                | 2014     | Michèle Georges      |           |         |
| mars 2014                                | En cours | Jean-Marc Lombard    |           |         |

## Démographie
L'évolution du nombre d'habitants est connue à travers les recensements de la population effectués dans la commune depuis 1793. Pour les communes de moins de 10 000 habitants, une enquête de recensement portant sur toute la population est réalisée tous les cinq ans, les populations de référence des années intermédiaires étant quant à elles estimées par interpolation ou extrapolation. Pour la commune, le premier recensement exhaustif entrant dans le cadre du nouveau dispositif a été réalisé en 2004.

En 2022, la commune comptait 397 habitants, en évolution de −10,38 % par rapport à 2016 (Loire : +1,32 %, France hors Mayotte : +2,11 %).
| 1793  | 1800 | 1806 | 1821  | 1831  | 1836  | 1841  | 1846  | 1851  |
| ----- | ---- | ---- | ----- | ----- | ----- | ----- | ----- | ----- |
| 1 050 | 511  | 791  | 1 057 | 1 197 | 1 268 | 1 214 | 1 235 | 1 126 |

| 1856  | 1861  | 1866  | 1872  | 1876  | 1881  | 1886  | 1891  | 1896  |
| ----- | ----- | ----- | ----- | ----- | ----- | ----- | ----- | ----- |
| 1 430 | 1 457 | 1 487 | 1 519 | 1 550 | 1 438 | 1 413 | 1 323 | 1 267 |

| 1901  | 1906  | 1911 | 1921 | 1926 | 1931 | 1936 | 1946 | 1954 |
| ----- | ----- | ---- | ---- | ---- | ---- | ---- | ---- | ---- |
| 1 182 | 1 073 | 956  | 814  | 711  | 657  | 631  | 513  | 469  |

| 1962 | 1968 | 1975 | 1982 | 1990 | 1999 | 2004 | 2006 | 2009 |
| ---- | ---- | ---- | ---- | ---- | ---- | ---- | ---- | ---- |
| 404  | 329  | 303  | 344  | 371  | 354  | 398  | 404  | 412  |

| 2014 | 2019 | 2022 | - | - | - | - | - | - |
| ---- | ---- | ---- | - | - | - | - | - | - |
| 441  | 419  | 397  | - | - | - | - | - | - |

On remarque une hausse constante du nombre de Jarnossins depuis 1975 (+ 33 %). Est-ce le calme, la beauté du site qui plaisent à ces néo-arrivants ?

## Lieux et monuments
- Église Saint-Pierre-aux-Liens de Jarnosse du XIXe siècle : beau tableau romantique (adoration des Mages).